# 福万
福万（ふくまん）は、鳥取県米子市の大字。郵便番号は689-3523（米子郵便局管区）。

## 地理
市の南東部。南は岸本町（現伯耆町）に接する。

## 歴史
江戸期は鳥取藩領。会見郡のうち。枝郷に下河原村と福岡村があったが、下河原村は享和3年新田として幕府に届出、明治3年（1870年）領内限りで分村し、福岡村は享和3年地先新田として幕府に届出、天保5年新田村として分村した。
明治4年（1871年）鳥取県、明治9年（1876年）島根県に所属、明治14年（1881年）には再び鳥取県に所属。明治初年下河原村を合併。明治22年（1889年）県村の大字「福万」となる。昭和32年（1957年）には伯仙町、昭和43年（1968年）からは米子市の大字となった。

## 商工業
物産は米、麦、薪。
明治37年（1904年）の「伯耆国実業人名録」に、野々村芳次郎（福万、米穀仲買・貸付・質商）が記載されている
大正元年（1912年）『山陰実業名鑑』（綱島幸次郎編）によると、地価三百円以上の土地所有者、所得税納入者、営業税納入者は以下の通り。
|              | 地価額            | 所得税        | 営業税 | 住所   |  |
| ------------ | ----------------- | ------------- | ------ | ------ |  |
| 佐藤松蔵     | 一四七二円 五九〇 | 一九円 九二〇 |        | 福万村 |  |
| 中曾敬次郎   | 七二六円 九六〇   | 一四円 三二〇 |        | 福万村 |  |
| 仲田林太郎   | 六八七円 四九〇   |               |        | 福万村 |  |
| 湯原米治郎   | 六〇二円 五五〇   |               |        | 福万村 |  |
| 加藤久三郎   | 五一七円 八九〇   |               |        | 福万村 |  |
| 船越藤太郎   | 四四三円 四三〇   |               |        | 福万村 |  |
| 野々村芳治郎 | 四一二円 七七〇   |               |        | 福万村 |  |
| 船越泰一     | 三九八円 九一〇   |               |        | 福万村 |  |

## 世帯数と人口
2022年（令和4年）7月31日現在の世帯数と人口は以下の通りである。
| 町丁 | 世帯数  | 人口  |
| ---- | ------- | ----- |
| 福万 | 348世帯 | 763人 |

### 世帯数と人口の遷移
明治12年（1879年）の戸数83・人口343、牛34、駄馬79。

## 小・中学校の学区
市立小・中学校に通う場合、学区は以下の通りとなる。
| 番地 | 小学校             | 中学校                 |
| ---- | ------------------ | ---------------------- |
| 全域 | 米子市立伯仙小学校 | 米子市立後箕蚊屋中学校 |

## 交通

### 鉄道
町内に鉄道駅はない。

### 道路
- 鳥取県道53号淀江岸本線
- 鳥取県道159号米子丸山線

## 史跡
- 高田家住宅 - 県指定文化財

高田家は江戸時代中期以降当地の大地主として代々庄屋を務めてきた家柄で、保護文化財として指定されているのは、木造平屋の母屋と茶室、昭和49年の指定であり、その旧家屋が残されている。

## 施設
- 隣保館

米子市役所人権政策局 下福万隣保館
地域に密着した福祉センター（コミュニティセンター）。人権・同和問題に対する理解を深めるための活動を行う。

## 出身人物・ゆかりある人物

### 実業家
- 高田繁太郎 - 高田家当主（11代）
- 板持勇夫 - 板持建設工業社長

### 医師
- 高田允克

### その他
- 福永健雄（革新系の政治運動家、農・畜産業者）